# برایان پاتریک وید
برایان پاتریک وِید (انگلیسی: Brian Patrick Wade؛ زادهٔ ۹ ژوئن ۱۹۷۸) هنرپیشه اهل ایالات متحده آمریکا است. وی از سال ۲۰۰۲ میلادی تاکنون مشغول فعالیت بوده و بیشتر برای ایفای نقش در مجموعه‌های تلویزیونی نظیر تین ولف، نسل‌کشی و تئوری بیگ بنگ شناخته می‌شود.